# Torben Ebbesen

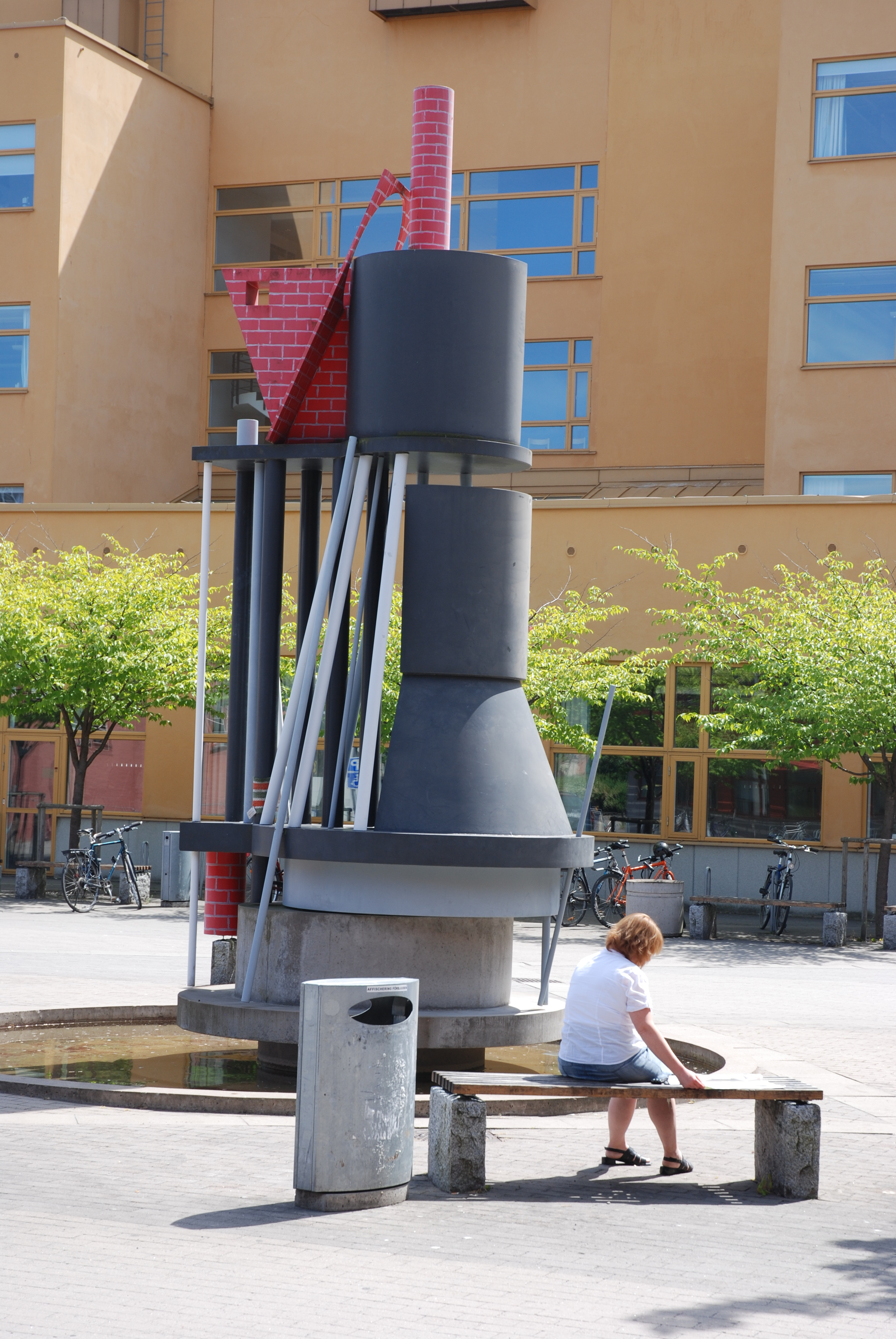
Topos, Högskolan i Jönköping

Torben Ebbesen, född 7 oktober 1945 i Haderslev, är en dansk målare och skulptör.
Torben Ebbesen utbildade sig först till dekoratör och därefter till grafisk formgivare på Kunsthåndværkerskolen i Köpenhamn 1963-67. Han arbetade efter examen på en reklambyrå i Rom 1967-68 och studerade därefter på Det Kongelige Danske Kunstakademi i Köpenhamn 1968-73. Han hade sin första separatutställning på Galleri 38 i Köpenhamn 1974. 
Vid sidan av konststudierna läste Torben Ebbesen konsthistoria vid Köpenhamns universitet och arbetade 1971-72 som konstkritiker i Dagbladet Information.
Torben Ebbesen har varit lärare vid Skolen for Brugskunst i Köpenhamn och var 1987-89 professor vid Konsthögskolan Valand i Göteborg. Han mottog 1991 Eckersbergmedaljen och 1999 Thorvaldsenmedaljen. Han är gift med skulptören Margrete Sørensen. Ebbesen är representerad vid bland annat Göteborgs konstmuseum.

## Offentliga verk i urval
- Näktergalen (2007), danskt tiokronersmynt, "sagomynt" baserat på H.C. Andersens Näktergalen
- Reflektor (2005), spegelglas, Danmarks Pædagogiske Universitet i Emdrup
- Gadespejlet (2004), spegelglas på husvägg, Nobelparken, Aarhus Universitet
- Topos (1997), målat stål, betong, vatten och ett träd, Högskolan i Jönköping
- Anaufhinterinnebenüberuntervorzwischen/Hjernelandskap (1997), universitetet i Karlsruhe
- Topos (1996), Bryggertorvet, Tuborg Nord i Hellerup
- Skulpturdepoter (1994/95), Københavns Teknikum i Ballerup
- Ræv beskuer skulptur (1993/94), koppar och brons, Polizeidirektion Tuttlingen i Baden-Würtemberg, Tyskland